# Беретинец
Беретинец (хорв. Beretinec) — община с центром в одноимённом посёлке на севере Хорватии, в Вараждинской жупании. Население 1054 человека в самом посёлке и 2288 человек во всей общине (2001). Подавляющее большинство населения — хорваты (99,48 %). В состав общины кроме Беретинца входят две деревни - Чрешнево и Лединец.

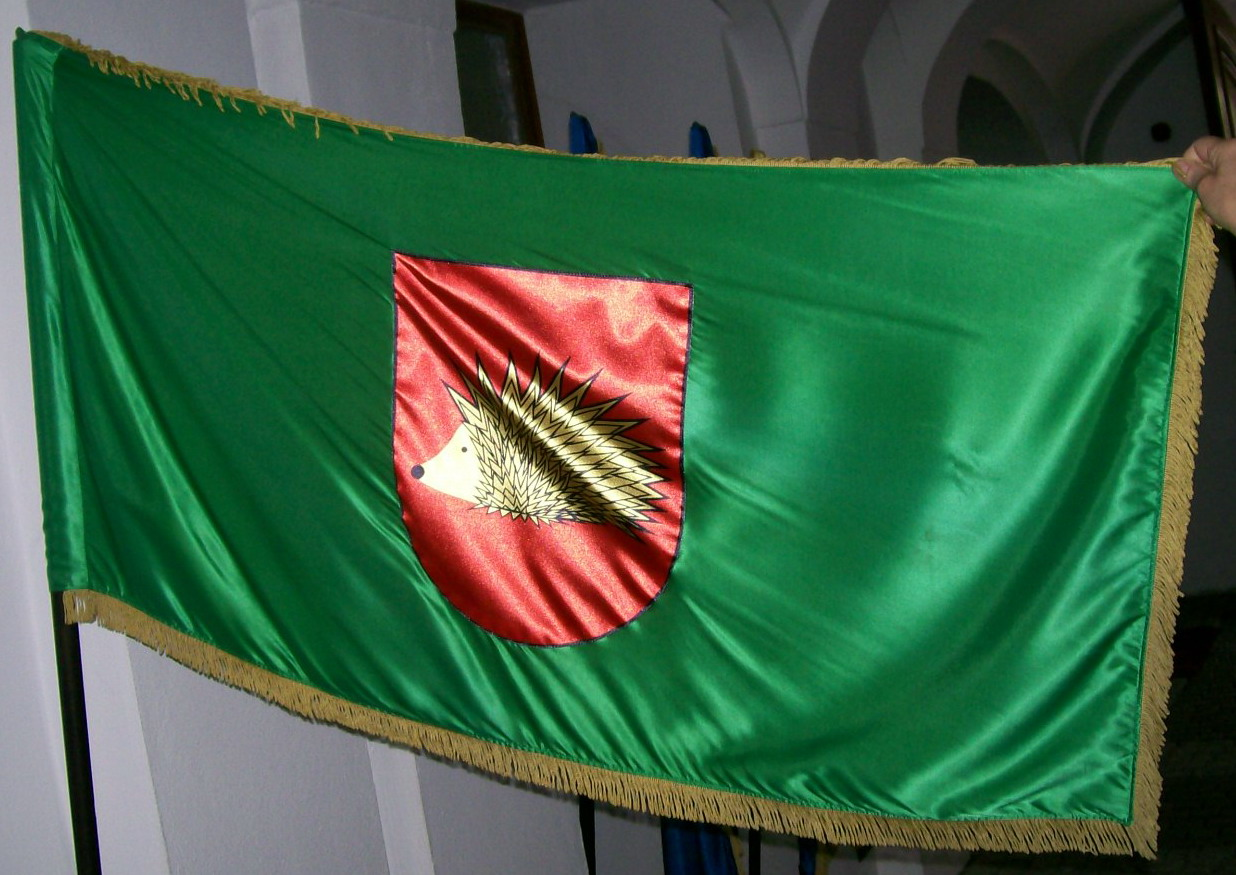
Флаг общины

Посёлок находится в 5 км к югу от Вараждина, связан местными дорогами с Вараждиным, Тужно и шоссе D3. К северу от посёлка лежат сельскохозяйственные угодья, к югу начинаются холмистые предгорья Иваншчицы.